# 오랫동안 기다리던

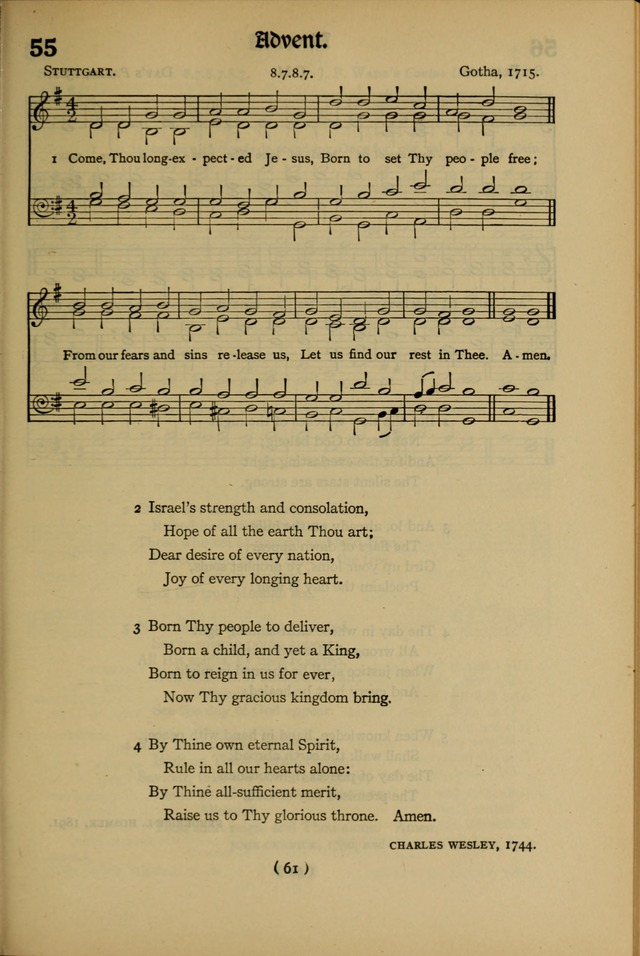

오랫동안 기다리던(Come, Thou Long Expected Jesus)은 개신교 찬송가에서 흔히 볼 수 있는 1744년 대림절과 크리스마스 캐럴이다. 가사는 찰스 웨슬리가 썼다. 이 찬송은 기독교 찬송가의 지속적인 고전으로 간주된다.

## 가사

### 원문
| 1. Come, thou long expected Jesus, born to set thy people free; from our fears and sins release us, let us find our rest in thee. Israel's strength and consolation, hope of all the earth thou art; dear desire of every nation, joy of every longing heart. | 2. Born thy people to deliver, born a child and yet a King, born to reign in us forever, now thy gracious kingdom bring. By thine own eternal spirit rule in all our hearts alone; by thine all sufficient merit, raise us to thy glorious throne. |— Charles Wesley

### 한국어 가사
1절. 오랫동안 기다리던 주님 강림하셔서
죄에 매인 백성들을 자유 얻게 하시네
주는 우리 소망이요 힘과 위로 되시니
오래 기다리던 백성 많은 복을 받겠네
2절. 모든 백성 구하려고 임금으로 오시니
영원토록 우리들을 친히 다스리시네
죄로 상한 우리 마음 은혜로써 고치고
주의 빛난 보좌 앞에 이르도록 하소서 아멘